# Lanteuil
Lanteuil är en kommun i departementet Corrèze i regionen Nouvelle-Aquitaine i de centrala delarna av Frankrike. Kommunen ligger  i kantonen Beynat som tillhör arrondissementet Brive-la-Gaillarde. År 2022 hade Lanteuil 504 invånare.

## Befolkningsutveckling
Antalet invånare i kommunen Lanteuil
Referens:INSEE